# 덴요
덴요(일본어: 天養)는 일본의 연호(元号) 중 하나이다.
- 전후 : 고지(康治) 이후 - 규안(久安) 이전.
- 시기 : 1144년
- 천황 : 고노에 천황

## 개원(改元)
- 고지 3년 2월 23일(율리우스력 1144년 3월 28일), 갑자혁령에 해당해 개원.
- 덴요 2년 7월 22일(율리우스력 1145년 8월 12일), 규안으로 개원된다.

## 출전
『후한서』의 「此天之意也、人之慶也、仁之本也、倹之要也、焉有応天養人為仁為倹、而不降福者乎」.

## 서력과의 대조표
| 덴요 | 원년   | 2년    |
| ---- | ------ | ------ |
| 서력 | 1144년 | 1145년 |
| 간지 | 갑자   | 을축   |

## 같이 보기
- 일본의 연호 일람

| 이전 고지 | 일본의 연호 1144년 ~ 1145년 | 다음 규안 |